# Albert M.T. Meyer
Prof. dr. ir. Albertus (Albert) Marthinus Trichard Meyer (Bethal, 27 februari 1922 - Ede, 28 mei 2021) was professor in de wijsbegeerte aan de Landbouwhogeschool Wageningen, later Landbouwuniversiteit van Wageningen van 1972 tot 1989.

## Biografie
Meyer gaf, na aanvankelijk voor ingenieur geologie aan de Universiteit van Witwatersrand te hebben gestudeerd, de voorkeur aan een studie in de wijsbegeerte. In 1949 slaagde hij cum laude voor alle examens aan de Universiteit van Pretoria en promoveerde in hetzelfde jaar. Vervolgens was hij in de Merensky-Bibliotheek te Pretoria werkzaam en trad hij op als docent in het bibliotheekwezen. In 1951 werd hij te Pretoria benoemd tot lector in de wijsbegeerte en vanaf 1952 was hij 'senior lecturer’ en hoofd van de afdeling Logica en Metafysica aan genoemde universiteit. In juli 1958 volgde zijn benoeming tot hoogleraar in de wijsbegeerte aan de Universiteit van Zuid-Afrika en vervolgens in 1965 tot hoofd van de Afdeling Wijsbegeerte aldaar. Van 1 september 1970 tot en met 1 september 1971 was hij als gasthoogleraar verbonden aan de Rijksuniversiteit te Utrecht, met als leeropdracht: Logica en methodologie van de wetenschappen. Van 1 september 1972 werd Meyer de eerste leerstoelhouder van de vakgroep wijsbegeerte aan de Landbouwhogeschool Wageningen. Deze rol van gewoon hoogleraar in de wijsbegeerte hield hij tot september 1989. De wijsgerige antropologie stond centraal in zijn werk. Veel studenten namen deel aan de filosofische studiegroepen en andere conversaties waarin hij hen begeleidde hun eigen ideeën en standpunten te bevragen en te ontwikkelen.